# Веселая Плота
Весёлая Плота — хутор в Фатежском районе Курской области России. Входит в состав Большеанненковского сельсовета.

## География
Хутор находится у ручья Плота (в бассейне Усожи), в 116 км от российско-украинской границы, в 47 км к северо-западу от Курска, в 12 км к северо-востоку от районного центра — города Фатеж, в 3 км от центра сельсовета — деревни Большое Анненково.
Климат
Весёлая Плота, как и весь район, расположена в поясе умеренно континентального климата с тёплым летом и относительно тёплой зимой (Dfb в классификации Кёппена).
Часовой пояс
Хутор Весёлая Плота, как и вся Курская область, находится в часовой зоне МСК (московское время). Смещение применяемого времени относительно UTC составляет +3:00.

## Население
| 2002 | 2010 |
| ---- | ---- |
| 40   | ↘11  |

## Инфраструктура
Личное подсобное хозяйство. В хуторе 23 дома.

## Транспорт
Весёлая Плота находится в 12,5 км от автодороги федерального значения М2 «Крым» (Москва — Тула — Орёл — Курск — Белгород — граница с Украиной) как часть европейского маршрута E105, в 20,5 км от автодороги регионального значения 38К-018 (Курск — Поныри), в 10 км от автодороги 38К-039 (Фатеж — 38К-018), в 3 км от автодороги межмуниципального значения 38Н-210 (М-2 «Крым» – Зыковка – Малое Анненково – 38К-039), в 18 км от ближайшей ж/д станции Возы (линия Орёл — Курск).
В 170 км от аэропорта имени В. Г. Шухова (недалеко от Белгорода).